# Real Sociedad Económica de Amigos del País de la Ciudad y Reino de Jaén
La Real Sociedad Económica de Amigos del País de la Ciudad y Reino de Jaén, también conocida como La Económica, pertenece a las Reales Sociedades Económicas de Amigos del País, organismos españoles surgidos en la segunda mitad del siglo xviii con el fin de promover el desarrollo, en este caso fundamentalmente el cultural. 

## Historia
Fue fundada el 21 de mayo de 1786 con el fin de contener la decadencia de Jaén y su provincia —entonces reino— e impedir: 

[...] la merma de población, la ruina de las fábricas y talleres, el abandono de los montes, la postración de la agricultura [...]
Deán José Martínez de Mazas

Sus primeros estatutos fueron aprobados por Real Cédula de su Majestad Carlos III de España el 24 de julio de 1790. 